# Karate (videojuego)
Karate es un videojuego publicado en 1982 por la empresa Ultravision para la consola Atari 2600. Es considerado uno de los peores videojuegos que se hizo para ese sistema. Cabe señalar que el juego es a menudo equivocadamente atribuido a la empresa Froggo, ya que la versión de esa compañía es mucho más común que la de Ultravision.